# Burkhard von Harder
Burkhard Philipp von Harder (* 11. November 1954 auf Sylt, Deutschland) ist ein deutscher Fotograf und Künstler. Er nahm an der 59. Biennale di Venezia im Jahr 2022 teil, hat sein Atelier in Leipzig und lebt u. a. auf der Insel Sylt.

## Leben und Ausbildung
Burkhard von Harder wurde 1954 auf Sylt geboren. Er begann bereits in seinen Jugendjahren zu fotografieren und gewann schon damals erste Preise. 1977/78 war er Filmstudent an der New York University in der Klasse von Haig Manoogian und 1982/83 Student bei Willy Fleckhaus an der Universität Wuppertal. Fleckhaus animierte von Harder zu zahlreichen Fotodokumentationen für das FAZ-Magazin, dessen Artdirector er war. So entstand 1983 u. a. eine Porträtserie von Joseph Beuys im Caffè Florian, Venedig, Italien.

## Projekte (Auswahl)
- The Time of the Chimeras: Der Kamerun-Pavillon stellte auf der 59. Biennale in Venedig vier kamerunische Künstler vier internationalen Künstlern gegenüber, mit dem Ziel, einen Dialog zum Thema Chimären und mögliche Utopien zu schaffen, einen 360-Grad-Vergleich und Dialog mit Gemälden, Skulpturen, Installationen und Videos. Besonderes Augenmerk wurde auf die Technologie gelegt, die für die jungen kamerunischen Generationen immer mehr einen möglichen Ausweg und eine Entwicklung darstellt, wobei die aufkommende Welt der NFT in einem internationalen Schlüssel erkundet wird, dem eine historische Ausstellung vorbehalten ist, die es in der Biennale Arte noch nie gegeben hat.[1][6]
- Cold War Era: Aus der Serie Gefundene Negative aus der Ära des Kalten Krieges. 2010 konnte von Harder mehrere tausend verlassene und verfallene anonyme Schwarz-Weiß-Negative retten, die er auf dem ehemaligen Gebiet der UdSSR gefunden hatte und die das Leben während der Jahre des Kalten Krieges in der Ukraine dokumentieren. Mit Hilfe eines offiziellen Schreibens des örtlichen Kunstmuseums konnte er das verlorene Archiv nach Deutschland bringen, um es restaurieren zu lassen. Nach einem mühsamen Reinigungs- und Scanprozess begann er mit dem Material zu arbeiten.[7]
- Panorama for Lithuania: Fotografische Nachstellung der jüdischen Massenflucht während des Zweiten Weltkriegs: Etwa 60 Gefangene entkamen in der Nacht des 25. Dezember 1943 aus Fort IX in Kaunas/Litauen. Die Inspiration für das Projekt stammt aus dem Buch Heroism & Bravery in Lithuania 1941–1945 von Alex Faitelson. Als Installation vor Ort wurde eine 3 × 12 Meter große Leinwand im Jahr 2008 eingeweiht (bis 2018).[8]

## Ausstellungen (Auswahl)
- 2022: 59. Biennale di Venezia, The Milk of Dreams, Venedig[9]
- 2022 Abitudine Artistica – Ideologia Eccellente, AAIE Contemporary Art Center, Rom[10]
- 1997: Burkhard von Harder: Images, Kunstmuseum Malmö[11]

## Zitat
“Von Harder's photography, as it is presented here, is an argument for a third option, one in which the calculated precision and distance characteristic of the objective approach is joined by a selfreflective autobiographical sensibiilty.”